# Mesilato ergoloide
Los mesilatos ergoloides, como el mesilato de codergocrina o el mesilato de dihidroergotoxina son un grupo de sales de mesilatos (metanosulfonatos): dihidroergocristina, dihidroergocornina, y alfa y beta dihidroergocriptina. Se prescribe para aliviar los síntomas de la disminución de la capacidad cognitiva debido al proceso de envejecimiento. Se comercializa bajo los nombres de Gerimal, Hydergine y Niloric. En España fue anulado en 2013 su comercialización por riesgo de desarrollo de fibrosis y/o ergotismo.

## Mecanismo de acción
Los mesilatos ergoloides estimulan los receptores dopaminérgicos y serotoninérgicos bloqueando los adrenorreceptores alfa y modifican la neurotransmisión cerebral, mejorando el metabolismo y reduciendo el tiempo de circulación cerebral.

## Indicaciones
Este tipo de fármacos se han utilizado para tratar los síntomas de la demencia relacionada con la edad y el deterioro cognitivo (como en la enfermedad de Alzheimer), tales como inestabilidad, vértigos, cefaleas, dificultad de concentración, desorientación, pérdida de memoria, falta de iniciativa, humor depresivo, insociabilidad, dificultades para la vida diaria y cuidado personal, así como para ayudar en la recuperación después de apoplejía.
Existe alguna evidencia que sugiere que las dosis potencialmente eficaces pueden ser mayores que los actualmente aprobados en el tratamiento de la demencia.
Los mesilatos ergoloides se han empleado de forma off label como nootrópico. Se pueden utilizar en combinación con otros potenciadores cognoscitivos como piracetam, con el que actúa de forma sinérgica.
- Dihidroergocornina

Fórmula molecular:C31H41N5O5
La dihidroergocornina es un derivado 9, 10 alfa-dihidro de ergotamina que contiene cadenas laterales de isopropilo en las posiciones 2' y 5' de la molécula.
- Dihidroergocristina

Fórmula molecular:C31H41N5O5
Un 9, 10 alfa-dihidro derivado de ergotamina que contiene una cadena lateral de isopropilo en la posición 2' de la molécula.
- Dihidroergocriptina

Fórmula molecular:C31H41N5O5
Derivado 9, 10 alfa-dihidro de ergotamina que contiene una cadena lateral de isopropilo en la posición 2' y una cadena lateral de alfa-isobutilo en la posición 5' alfa de la molécula.